# Tadeusz Madeja
Tadeusz Madeja (ur. 17 lutego 1936 w Lublińcu, zm. 7 kwietnia 2016 w Sosnowcu) – polski aktor teatralny i filmowy.

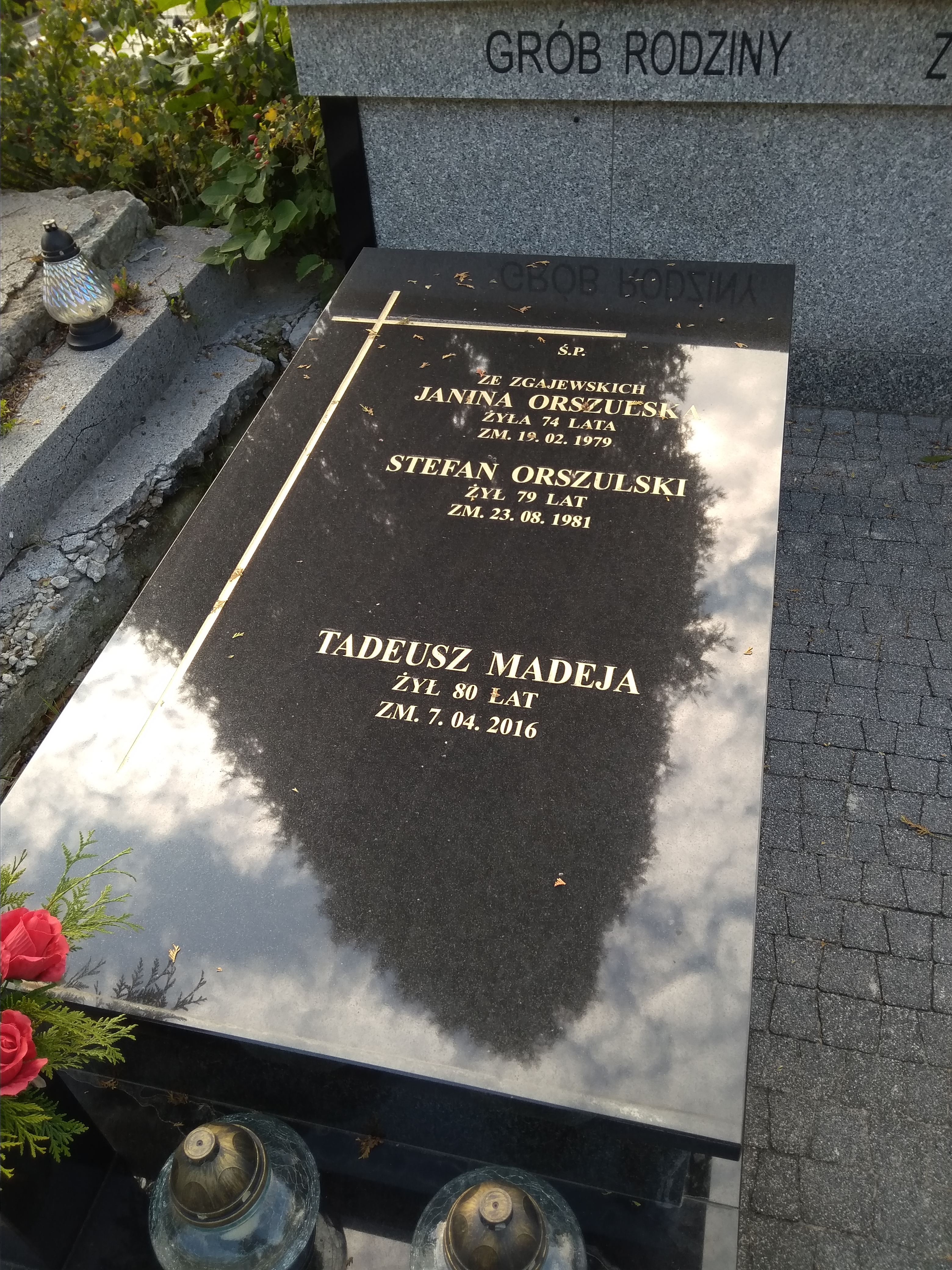
Grób Tadeusza Madei na Cmentarzu Parafii św. Barbary w Sosnowcu

## Życiorys
Debiutował 7 marca 1957 r. na scenie Teatru Dolnośląskiego w Jeleniej Górze. Cztery lata później ukończył studia w Państwowej Wyższej Szkole Teatralnej im. Ludwika Solskiego w Krakowie. W kolejnych latach występował w Teatrze Wybrzeże w Gdańsku, Teatrze Śląskim im. Stanisława Wyspiańskiego w Katowicach, Teatrze Zagłębia w Sosnowcu, a także w Teatrze im. Stefana Jaracza w Olsztynie.

## Nagrody i odznaczenia
- Katowicka „Srebrna Maska” (1977)
- Złota Odznaka za Zasługi dla Województwa Katowickiego (1977)
- Krzyż Kawalerski Orderu Odrodzenia Polski (1977)
- Złoty Krzyż Zasługi (1978)
- Odznaka „Zasłużony Działacz Kultury” (1982)
- Nagroda wojewody olsztyńskiego (1989)

## Filmografia
- 1964: Banda − Staszek Magiera
- 1964: Koniec naszego świata − Bolek
- 1967: Wycieczka w nieznane − chłopak starający się o statystowanie przy filmie
- 1969: Sól ziemi czarnej − Wiktor
- 1971: Perła w koronie − Ochman
- 1975: Czerwone i białe − Niżko
- 1975: Znikąd donikąd − Poświst
- 1976: Daleko od szosy − ojciec Jadzi (odc. 6)
- 1976: Próba ognia − inżynier Borecki, kierownik zmiany
- 1976: Ptaki, ptakom... − Sobek
- 1977: Kto da więcej co ja
- 1977: Okrągły tydzień − wujek Gustlika
- 1977: Poza układem − porucznik Mielczarek
- 1978: Pejzaż horyzontalny − kierownik Kołecki
- 1978: Ślad na ziemi − geodeta Zenon Bulak (odc. 1)
- 1978: Umarli rzucają cień − Gawlas
- 1979: Elegia − żołnierz
- 1979: Hotel klasy lux − majster
- 1979: Paciorki jednego różańca
- 1979: Zielone lata − nabywca konia
- 1980: Grzeszny żywot Franciszka Buły − nauczyciel
- 1980: Misja − dozorca budynku (odc. 3)
- 1981: Białe tango − mąż Jadwigi (odc. 5)
- 1981: „Anna” i wampir − pułkownik
- 1982: Blisko, coraz bliżej − dziadek Pasternik (odc. 1-4)
- 1982: Do góry nogami − stróż stadionu
- 1982: Dom − górnik na budowie metra (odc. 8)
- 1982: Karczma na bagnach − brat Jacek Obuchowski
- 1982: Odlot − Karol Sobiesiak
- 1982: Popielec − Rakuszan
- 1983: 6 milionów sekund − kierowca trabanta (odc. 19)
- 1983: Na straży swej stać będę
- 1983: Złe dobrego początki... − Konopko
- 1984: Pan na Żuławach − pompiarz Franciszek Romik (odc. 2 i 3)
- 1984: Trzy stopy nad ziemią
- 1984: Ultimatum − Jerzy Owadnik, pracownik ambasady
- 1986: Wcześnie urodzony − taksówkarz
- 1987: Dorastanie − Malawski, ojciec Bożeny (odc. 2, 4-7)
- 1988: Rodzina Kanderów − Emanuel „Manek” Kandera
- 2001: Kameleon − Włodzio, właściciel zakładu pieczątkarskiego
- 2002: Dwie miłości − piekarz
- 2002–2003: Psie serce − mieszkaniec wsi (odc. 3); strażnik Marek (odc. 19)
- 2002–2010: Samo życie − ksiądz proboszcz kościoła okradzionego z cennego obrazu
- 2003–2010: Na Wspólnej − pasażer taksówki Leszka
- 2004: Kryminalni − ksiądz w Rembieszewie (odc. 4)
- 2004: Pensjonat pod Różą − dziadek (odc. 28)
- 2005: Egzamin z życia − recepcjonista w sanatorium (odc. 15)
- 2005: Barbórka − ojciec Basi
- 2006: Świat według Kiepskich − emeryt (odc. 222)
- 2007: Hania − sprzedawca w sklepie fotograficznym
- 2007: Zamach − stary
- 2008: Drzazgi − Alfred, stróż w kopalni „Paryż"